# Didi
Valdir "Didi" Pereira (Campos dos Goytacazes, 8. listopada 1929. – Rio de Janeiro, 12. svibnja 2001.) bio je brazilski nogometaš i trener.
Rođen je u okolici Rio de Janeira. Bio je poznat po izvođenu slobodnih udaraca, tzv. suvi list. Smatra se jednim od najboljih veznih igrača u povijesti nogometa. Krasile su ga izdržljivost, snaga i točna dodavanja.
S 14 godina zbog niza infekcija, skoro mu je odrezana desna noga. Oporavio se i postao klasni nogometaš. Prvi profesionalni klub mu je Americano iz rodnog grada Camposa kraj Rija. Izgradio se igrajući 7 godina za brazilski klub Fluminense s kojim je osvojio brazilsko prvenstvo 1951. i kup 1952.
Igrao je za brazilski klub Botafogo u četiri navrata. Osvojio s klubom brazilsko prvenstvo 1957., 1961. i 1962. Obećao je 1957., da će hodati pješke po Rio da Janeiru od stadiona Maracane do klupskih prostorija Botafoga u nogometnom dresu, ako osvoje naslov. To je i ostvario, a s njime je pješačilo i 5000 navijača kluba.
Igrao je za Real Madrid u sezoni 1959./'60. Odigrao je samo 19 utakmica i postigao 6 golova, jer se nije dobro slagao sa zvijezdom Reala Alfredom di Stefanom, koji ga je vidio kao prijetnju svom statusu.
Za brazilsku nogometnu reprezentaciju igrao je od 1952. do 1962. U 68 nastupa postigao je 20 golova, mnoge iz slobodnih udaraca. Igrao je na tri svjetska prvenstva 1954., 1958. i 1962. Brazil je bio prvak 1958. u Švedskoj, te po 2. put na Svjetskom prvenstvu 1962 u Čileu. Proglašen je za najboljeg igrača na Svjetskom prvenstvu 1958. Bio je trener Perua na svjetskom prvenstvu 1970. godine. Izgubili su u četvrtfinalu od Brazila. Bio je izbornik i reprezentacija Saudijske Arabije i Kuvajta, brazilskih klubova Botafogo, Cruzeiro, Fluminense i dr., argentinskog River Plate, turskog Fenerbahçea i nekoliko manje poznatih južnoameričkih klubova.

## Zanimljivosti
Na otvorenju čuvenog stadiona Maracane u Rio de Janeiru, 15. lipnja 1950., odigrana je utakmica između mladih momčadi gradova Rio de Janeira i São Paula. Didi je zabio prvi gol i tako je postao prvi nogometaš, koji je zabio gol na tom čuvenom stadionu.
Smatra se, da je prvi smislio izraz "lijepa igra" (por. "Joga bonito", eng. "The Beautiful Game"), što je postalo sinonim za nogomet u mnogim državama. Pelé je u naziv svoje autobiografije uvrstio taj izraz.